# Maintal und -hänge zwischen Sulzbach und Kleinwallstadt
Maintal und -hänge zwischen Sulzbach und Kleinwallstadt este o arie protejată (arie specială de conservare — SAC, sit de importanță comunitară — SCI) din Germania întinsă pe o suprafață de 302,97 ha, integral pe uscat.

## Localizare
Centrul sitului Maintal und -hänge zwischen Sulzbach und Kleinwallstadt este situat la coordonatele 49°52′08″N 9°10′51″E / 49.8689°N 9.1808°E.

## Înființare
Situl Maintal und -hänge zwischen Sulzbach und Kleinwallstadt a fost declarat sit de importanță comunitară în noiembrie 2004 pentru a proteja 1 specie de animale. Situl a fost protejat și ca arie specială de conservare în aprilie 2016.

## Biodiversitate
Situată în ecoregiunea continentală, aria protejată conține 3 habitate naturale: Liziere de ierburi înalte hidrofile de câmpie și de nivel montan până la alpin, Fânețe de joasă altitudine (Alopecurus pratensis, Sanguisorba officinalis), Păduri aluvionare cu Alnus glutinosa și Fraxinus excelsior (Alno-Padion, Alnion incanae, Salicion albae).
La baza desemnării sitului se află o specie protejată de  nevertebrate: phengaris nausithous (Maculinea nausithous).